# 杉浦太陽・村上佳菜子 日曜まなびより
『杉浦太陽・村上佳菜子 日曜まなびより』（すぎうらたいよう・むらかみかなこ にちよう- ）とはTOKYO FM・JFN系列局で放送されている政府広報番組。

## 概要
2021年4月から3年間に渡って放送された『青木源太・足立梨花 Sunday Collection』（以下サンコレ）の後継番組として2024年4月7日に放送開始。
パーソナリティには俳優・タレントの杉浦太陽と元フィギュアスケート選手の村上佳菜子を起用。
この番組では「まなびと成長」をコンセプトに、杉浦と村上が国民と等身大の目線で“暮らし”や“日本の未来”について学び、暮らしに役立つ情報や新たな世の中の仕組みを紹介する。
オンエアされた内容はAudeeとポッドキャスト、各種音楽配信サービスで配信。
3月31日にサンコレと同一放送枠で、番組開始に先駆けプレスペシャルが放送された。

## ネット局・放送時間
全局日曜日に放送で、放送時間の早い順に掲載。全局、『radiko』（プレミアム含む）にて聴取可能。
放送枠は一部を除きサンコレを踏襲する形となった。
| 放送対象地域   | 放送局名                                    | 放送時間      | 備考   |
| -------------- | ------------------------------------------- | ------------- | ------ |
| 福岡県         | エフエム福岡（FM FUKUOKA）                  | 6:30 - 6:55   |        |
| 北海道         | エフエム北海道（AIR-G'）                    | 7:00 - 7:25   |        |
| 岩手県         | エフエム岩手（FM IWATE）                    | 7:00 - 7:25   |        |
| 新潟県         | エフエムラジオ新潟（FM-NIIGATA）            | 7:00 - 7:25   |        |
| 熊本県         | エフエム熊本（FMK）                         | 7:00 - 7:25   |        |
| 沖縄県         | エフエム沖縄（FM沖縄）                      | 7:00 - 7:25   |        |
| 東京都         | エフエム東京（TOKYO FM）                    | 7:30 - 7:55   | 制作局 |
| 宮城県         | エフエム仙台（Date fm）                     | 7:30 - 7:55   |        |
| 群馬県         | エフエム群馬（FM GUNMA）                    | 7:30 - 7:55   |        |
| 栃木県         | エフエム栃木（RADIO BERRY）                 | 7:30 - 7:55   |        |
| 愛知県         | エフエム愛知（FM AICHI）                    | 7:30 - 7:55   |        |
| 岐阜県         | エフエム岐阜（FM GIFU）                     | 7:30 - 7:55   |        |
| 兵庫県         | 兵庫エフエム放送（Kiss FM KOBE）            | 7:30 - 7:55   |        |
| 広島県         | 広島エフエム放送（HFM）                     | 7:30 - 7:55   |        |
| 島根県・鳥取県 | エフエム山陰（V-air）                       | 7:30 - 7:55   |        |
| 愛媛県         | エフエム愛媛（FM愛媛）                      | 7:30 - 7:55   |        |
| 徳島県         | エフエム徳島（FM TOKUSHIMA）                | 7:30 - 7:55   |        |
| 佐賀県         | エフエム佐賀（FMS）                         | 7:30 - 7:55   |        |
| 福島県         | エフエム福島（ふくしまFM）                  | 8:00 - 8:25   |        |
| 福井県         | 福井エフエム放送（FM FUKUI）                | 8:00 - 8:25   |        |
| 青森県         | エフエム青森（AFB）                         | 8:30 - 8:55   |        |
| 秋田県         | エフエム秋田（AFM）                         | 8:30 - 8:55   |        |
| 長野県         | 長野エフエム放送（FM長野）                  | 8:30 - 8:55   |        |
| 石川県         | エフエム石川（HELLO FIVE）                  | 8:30 - 8:55   |        |
| 滋賀県         | エフエム滋賀（e-radio）                     | 8:30 - 8:55   |        |
| 岡山県         | 岡山エフエム放送（FM OKAYAMA）              | 8:30 - 8:55   |        |
| 香川県         | エフエム香川（FM香川）                      | 8:30 - 8:55   |        |
| 高知県         | エフエム高知（Hi-Six）                      | 8:30 - 8:55   |        |
| 長崎県         | エフエム長崎（FM Nagasaki）                 | 8:30 - 8:55   |        |
| 大分県         | エフエム大分（Air-Radio FM88）              | 8:30 - 8:55   |        |
| 山形県         | エフエム山形（Rhythm Station）              | 9:00 - 9:25   |        |
| 富山県         | 富山エフエム放送（FMとやま）                | 9:00 - 9:25   |        |
| 鹿児島県       | エフエム鹿児島（μFM）                       | 9:00 - 9:25   |        |
| 静岡県         | 静岡エフエム放送（K-mix）                   | 9:30 - 9:55   |        |
| 三重県         | 三重エフエム放送（レディオキューブ FM三重） | 9:30 - 9:55   |        |
| 山口県         | エフエム山口（FMY）                         | 9:30 - 9:55   |        |
| 宮崎県         | エフエム宮崎（JOY FM）                      | 9:30 - 9:55   |        |
| 大阪府         | エフエム大阪（FM大阪）                      | 21:00 - 21:25 |        |

## 備考
- 2025年2月2日、9日放送分では村上が体調不良のため、ハシヤスメ・アツコ（元BiSH）が代演を務めた[4][5]。